# Gurskøya
Gurskøya est une île habitée du comté de Møre og Romsdal, sur la côte de la mer de Norvège. L'île fait partie des communes de  Sande et Herøy.

## Description
L'île de 137 km2 se trouve au nord de la région de Rovdestranda (un village de Vanylven) sur le continent ; au sud-ouest des îles de Hareidlandet et Dimnøya, à l'ouest de l'île d'Eika ; à l'est des îles de Kvamsøya, Voksa et Sandsøya ; et au sud de la mer de Norvège et des îles de Nerlandsøya, Bergsøya, Leinøya et Flåvær.
L'île abrite de nombreuses industries liées au poisson telles que la pêche et la transformation du poisson. À l'est il y a un pont (Dragsundbrua) de Gurskøya à Hareidlandet. Au nord, l'île est reliée aux îles d'Ytre Herøy par des remblais et des ponts. Via Hareidlandet et Eika à Ulsteinvik, l'île est reliée au continent par un tunnel sous-marin. Au sud, il y a un ferry allant vers le continent pour Vanylven. Il y a aussi un ferry vers les îles de Kvamsøya,  Voksa et Sandsøya.